# Клепиков, Юрий Николаевич (политик)
Юрий Николаевич Клепиков (род. 27 февраля 1959, Валуйки, Белгородская область) — российский государственный и политический деятель, председатель Белгородской областной Думы, Руководитель фракции партии «Единая Россия» в Белгородской областной Думе, первый заместитель Секретаря регионального отделения Партии.

## Биография
Родился 27 февраля 1959 года в Белгородской области в городе Валуйки. В 1987 году окончил Всесоюзный ордена Трудового Красного Знамени заочный политехнический институт. В 1987 году получил второе высшее образование в Российской академии государственной службы при Президенте Российской Федерации.

## Награды
- Орден Дружбы (8 ноября 2023 года) — за активную законотворческую деятельность и многолетнюю добросовестную работу[3].
- Медаль ордена «За заслуги перед Отечеством» II степени (3 апреля 2005 года) — за достигнутые трудовые успехи и многолетнюю добросовестную работу[4].
- Почётная грамота Президента Российской Федерации (5 января 2025 года) — за активную законотворческую деятельность и многолетнюю добросовестную работу[5].